# 非共有結合性相互作用
非共有結合性相互作用（ひきょうゆうけつごうせいそうごさよう、英：non-covalent interaction）は化学分野において、電子を共有する共有結合とは異なり、分子同士または分子内で起こる様々な電磁的相互作用を指す。

## 解説
非共有結合性相互作用で化学結合した際、放出される化学エネルギーの大きさは、典型的には 1–5 kcal/mol (1,000–5,000 カロリー/ 6.02×1023 分子)である。 非共有結合性相互作用は 静電相互作用、π電子相互作用、ファンデルワールス力、疎水作用などさまざまなカテゴリーに分類することができる。
非共有結合性相互作用はタンパク質や核酸など高分子の三次元構造を維持するために不可欠である。多くの生物学的な反応過程として高分子が互いに特異的に、しかし一時的に結合する反応にも非共有結合性相互作用が関わっている（DNA #特性を参照）。これらの相互作用は医薬品設計、結晶化度、材料設計（特に自己集合）に大きく影響する他、一般的に多くの有機合成に影響する。
非共有相互作用は、同じ分子の別々の部位（タンパク質を折り畳むフォールディングなどで）や、異なる分子間で起こりうるため、分子間力としても論述される。

## 静電相互作用

### イオン性相互作用

図解 1. NaF の形成過程-- 静電相互作用の例

イオン相互作用には、正反対の永久的な電荷を持つイオンや分子の引き合いなどがある。たとえば、フッ化ナトリウムでは、ナトリウム（Na+）の正電荷がフッ化物（F−）の負電荷と引き合っている。ただし、この相互作用は水や他の高極性溶媒に溶解したとき直ちに壊れる。水中でのイオン対形成は主にエントロピーによる作用である。単一の塩橋では、中間体のイオン強度が I の場合、通常ΔG = 5 kJ/mol 程度に相当する引き合う力のエネルギー量を持つが、I がほぼゼロに近くなると ΔG は約 8 kJ/mol に増加する。ΔG は通常増加となり、関わっているイオンの性質とあまり関係しない。ただし、遷移元素イオンなどの例外を除く。
これらの相互作用は、特定の原子に電荷が局在した状態の分子にも見られる。たとえば、エタノールの共役塩基であるエトキシドにある負電荷は、通常、ナトリウムカチオン（Na+）などのアルカリ金属塩の正電荷と一緒に存在する。

### 水素結合

水中の水素結合

水素結合（H-結合）とは、部分的に正電荷を帯びた水素原子と、部分的に負電荷を帯びた電気陰性度の高い酸素、窒素、硫黄、フッ素原子との間で双極子相互作用が起こるタイプの相互作用である。ここで水素原子と負電荷を帯びた原子とは共有結合で結合しているのではない。この相互作用は共有結合ではなく、強力な非共有結合として分類される。水が常温では気体でなく液体である理由はこの水素結合の強さのため（水の分子量が小さいため）である。水素結合の強さは 0〜4 kcal/molの間にあることがほとんどだが、場合によっては 40 kcal/molまで強くなることがある。クロロホルムや四塩化炭素などの溶媒中では、例えばアミド同士が合わさって起こる水素結合の相互作用の強さは約 5 kJ/mol （約 1,200 kcal/mol）にもなることが観測されている。ライナス・ポーリングによると、水素結合の強さは基本的には静電的な電荷によって決まるとされる。クロロホルムや四塩化炭素中で数千の錯体を測定したところ、あらゆる種類の電子供与化合物-受容化合物の結合において、これら組み合わさるときに自由エネルギーが増加することが導かれた。

### ハロゲン結合

図1. 負イオン性ルイス塩基が、電子吸引性の臭素（ルイス酸）とハロゲン結合を形成している

ハロゲン結合は非共有結合の一種だが、実在する結合の形成や切断は伴わず、水素結合で知られる双極子相互作用に幾分近いところがある。ハロゲン結合では、ハロゲン原子が求電子性または電子求引性の化学種として機能し、求核剤または電子が豊富な化学種と弱い静電相互作用を形成する。ここで相互作用している求核剤は、通常、非常に電気陰性度が高い（酸素、窒素、硫黄など）、または負の形式電荷を持つ陰イオン性の化学種である。水素結合と比較すると、ハロゲン原子は部分的に正電荷を帯びた水素の代わりに求電子剤となる。
ハロゲン結合は、ハロゲン-芳香族相互作用と混同しないよう注意が必要である。これらは関連性があるものの、定義により異なる。ハロゲン-芳香族相互作用は、電子豊富な芳香族π電子雲が求核剤となるが、ハロゲン結合においては単原子の求核剤に限定される。

## ファンデルワールス力
ファンデルワールス力は、永久双極子または誘導双極子（または多極子）を含む静電相互作用の一種であり、以下の相互作用がある：
- 永久双極子相互作用、別名キーソム力（英）
- 双極子-誘起双極子相互作用、別名デバイ力（英）
- 誘導双極子-誘起双極子相互作用、別名ロンドン分散力

水素結合やハロゲン結合は、通常、ファンデルワールス力には分類されない。

### 双極子相互作用

図2. 2つのアセトン分子間の双極子相互作用。部分的に陰性である酸素原子が、カルボニル基の中の部分的に陽性である炭素原子と相互作用している。

双極子相互作用は、分子内の永久双極子間の静電相互作用である。この相互作用は分子を整列させ、引力を増加させる（ポテンシャルエネルギーを減少させる）傾向がある。通常、双極子は、酸素、窒素、硫黄、フッ素などの電気陰性原子を含む。
例えば、マニキュアの除光液中の有効成分であるアセトンはカルボニル基を持つため、正味として双極子を持つ（図2を参照）。酸素はそれに共有結合している炭素よりも電気陰性であるため、その結合に含まれる電子は炭素よりも酸素のほうに寄っており、酸素に部分的な負電荷（δ−）が生じ、炭素に部分的な正電荷（δ+）が生じる。しかし電子は酸素と炭素の間で共有されたままであるため、丸一個分の電荷ではない。もし電子が共有されていなれば、酸素-炭素結合は静電相互作用となる。

分子に双極子基が含まていても、全体としては双極子モーメントが存在しない場合がある。これは、分子に対称性があるため分子内で双極子同士が相殺することで起こる。例として四塩化炭素などがある。個々の原子間の双極子相互作用は通常ゼロである。なぜなら原子自体が永久双極子を持つことはほとんどないからである（原子双極子を参照）。

### 双極子-誘起双極子相互作用
双極子-誘起双極子相互作用（Debye force（英））は、永久双極子を持つ分子が、永久双極子を持たない別の非極性分子に接近することで起こる。接近する分子の双極子の方向に、あるいは逆方向に、非極性分子の電子が分極する（双極子の「誘発」と言える）。具体的には、双極子は非極性分子の電子の静電引力または斥力を引き起こすことができる。これは接近する双極子の向きによる。原子半径が大きいほど、その原子はより「分極しやすさ」が大きくなるため、デバイ力による引力を強く受ける。

### ロンドン分散力
ロンドン分散力 は、非共有結合相互作用の中で最も弱い相互作用である。しかし有機分子では、多数が接触することで影響が大きくなることがある。特にヘテロ原子が存在する場合に顕著である。このような相互作用は「誘起双極子-誘起双極子相互作用」としても知られており、本来永久双極子を持たない場合であっても常に全ての分子間に存在する。分散相互作用は、相互作用する置換基の分極率ともに増加するが、溶媒の分極率が高い場合は弱められる。分散相互作用は、分子の電子が隣接する分子の電子に一時的に反発を受け、一方の分子に部分的な正の双極子が生じ、他方の分子に部分的な負の双極子が生じることで引き起こされる。ヘキサンは極性を持たず、電気陰性度の高い原子も持たない分子の好例であるが、主にロンドン分散力により室温では液体となる。この例では一つのヘキサン分子が他のヘキサンに接近すると、一時的に、接近してくるヘキサンの弱い部分的な負の双極子が他のヘキサンの電子雲を分極させ、そのヘキサン分子に部分的な正の双極子を引き起こす。溶媒が存在しない場合、ヘキサンなどの炭化水素は分散力によって結晶を形成する。結晶の昇華熱は分散相互作用の強さにおいて一つの目安と言える。これらの相互作用は短時間で非常に弱いが、特定の非極性分子が室温で液体となる場合、この相互作用によることもある。

## π電子の作用
π電子の作用は、π-π相互作用、カチオン-π相互作用、アニオン-π相互作用、および極性-π相互作用など、多数のカテゴリに分類される。一般にπ電子の作用は、ベンゼンなど共役分子のπ系との相互作用に関係する。

### π–π 相互作用

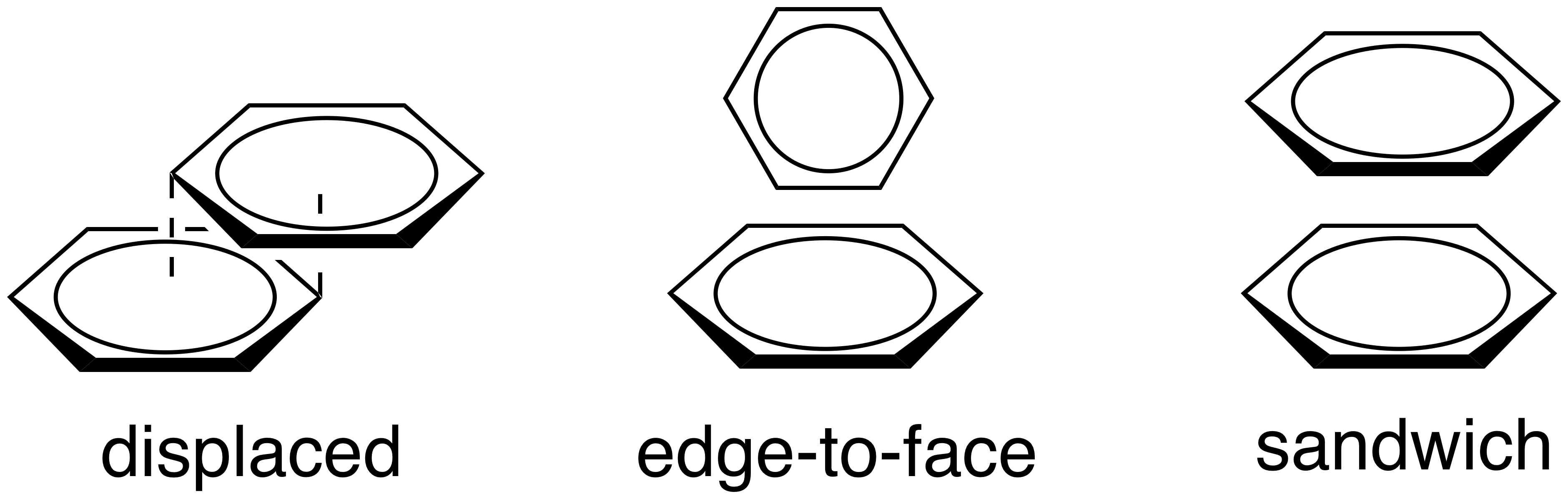
図3. 様々な向き合わせで分子間相互作用する２つのベンゼン分子。ただし、サンドイッチ型構成（図右）は、ずれて重なった構成（左）や端と面が向き合った構成（中央）と比較すると好ましい配置の相互作用ではない。

π-π相互作用は、分子系のπ軌道とπ軌道が作用して起こる。芳香族環の高い分極が、分散相互作用に大きく寄与する。これはスタッキング（積み重ね）効果と呼ばれる。この効果はDNAなどの核酸塩基の相互作用において重要な役割を果たす。分かりやすい例として、完全に共役するπ電子雲を持つベンゼンを挙げる。ベンゼン環と隣接するベンゼン環は、主に２つの配置（ともう１つのマイナーな配置）でπ-π相互作用を起こす（図3参照）。ベンゼンのスタッキングにおいて、主な２つの配置のうち片方は、環の端と環の面が向き合う配置（図3中央）でエンタルピーは約 2 kcal/molである。もう一方はずらした（またはすべり重ね、図3左）配置で、エンタルピーは約 2.3 kcal/molである。マイナー配置であるサンドイッチ型（図3右）はπ軌道内の電子が静電的に大きく反発するため、先に述べた2つの相互作用ほど安定した相互作用ではない。

### カチオン–π相互作用とアニオン–π相互作用

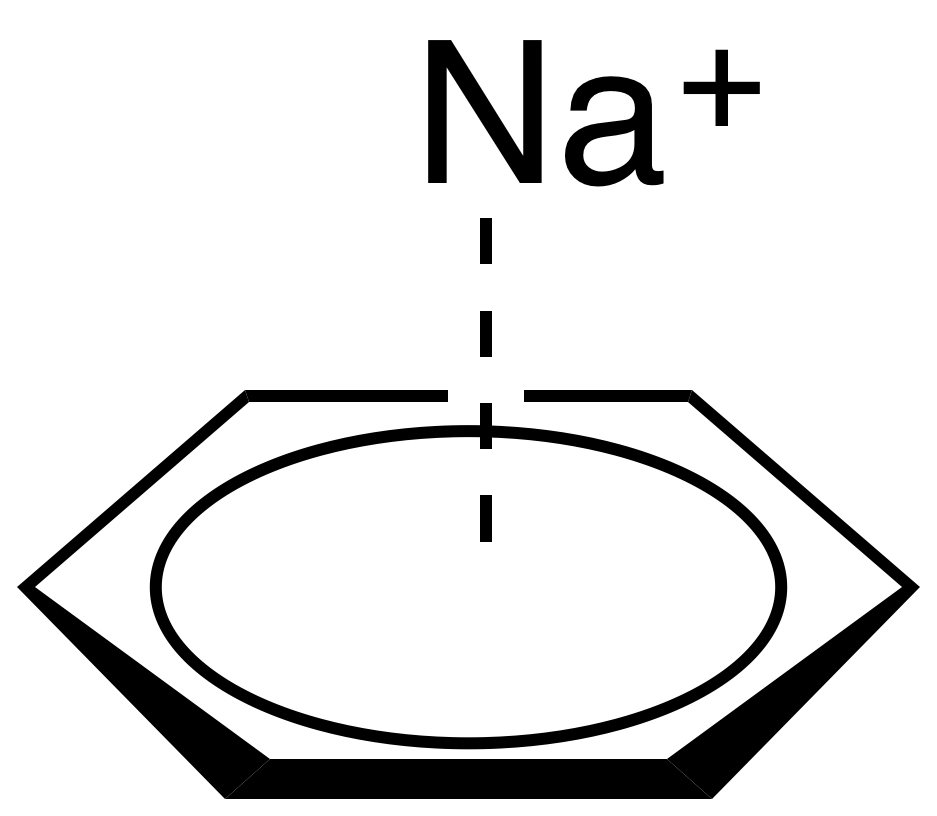
図4.

カチオン-π相互作用は、カチオンの正電荷が分子のπ系の電子と相互作用するものである。極めて強力な作用であり（水素結合と同等かそれ以上との報告もある）、化学センサー用途が多数見込まれている。例えば、ナトリウムイオンはベンゼン分子のπ雲の上に容易に配置することができ、C6対称性を持つ（図4参照）。
アニオン-π相互作用は、カチオン-π相互作用と非常に似ているが、逆方向である。この場合、アニオンは通常、共役分子上の電子が欠乏しているπ電子系の上に配置される。

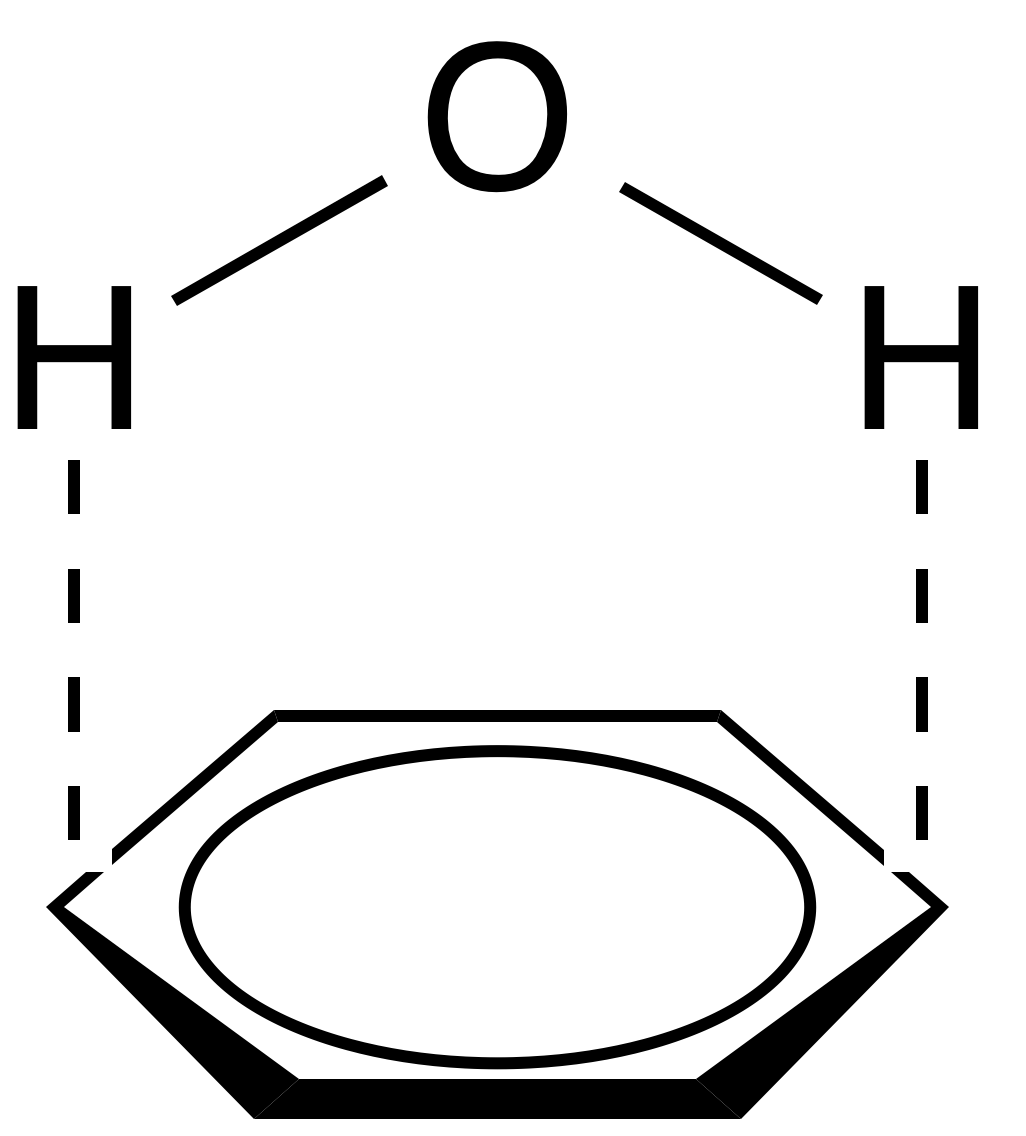
図5.

### 極性–π相互作用
極性-π相互作用とは、永久双極子を持つ分子（水など）とπ系の四重極モーメント（ベンゼンなどに含まれるもの）との相互作用である（図5参照）。カチオン-π相互作用ほどではないが、この極性-π相互作用はかなり強力であり（約 1-2 kcal/mol）、タンパク質のフォールディング（折り畳み）や水素結合とπ電子系を含む固体の結晶性など、広く関与している。実際、水素結合供与体（電気陰性度の高い原子に結合した水素）を持つ分子はいずれも、共役分子の電子豊富なπ電子系と安定した静電相互作用を持つことになる。

## 疎水作用
疎水作用とは、非極性分子が水溶液中で集合して水から分離しようとする現象である。この現象により、非極性分子が極性の水分子と接する界面の面積が最小限になる（通常は球状の液滴）。生化学でタンパク質のフォールディングやその他のさまざまな生物学的現象を研究するために広く利用される。疎水作用は、さまざまな油（調理油を含む）と水を混合する際にもよく見られる。水の上に浮かんでいる油は、時間の経過とともに小さな液滴から大きく扁平な球体に集合し始め、最終的には水の上にすべての油が膜状に乗る。しかし、疎水効果は非共有結合相互作用ではなくエントロピーの作用と考えられており、2つの分子間の特定の相互作用ではなく、通常エントロピーとエンタルピーの相殺で決まる。実質的にエンタルピー疎水効果が具現化するのは、限られた水分子が空洞内に拘束されている場合である。このような水分子がリガンドによって置換され、解放されると、水分子は水中で最大4つほどの水素結合を持つ。

## 非共有結合性相互作用の例

### 薬剤の設計
薬剤の多くは酵素や受容体に「結合」して生理学的応答を引き起こし、酵素の機能を増減させるものである。小さな分子がタンパク質に結合する際、空間的に考慮すべき立体障害と、さまざまな非共有結合相互作用のため制限を受ける。ただし、一部の薬剤は活性部位を共有結合的に修飾している（酵素阻害剤を参照）。酵素結合の「鍵と錠モデル」によれば、薬剤（鍵）は酵素の結合部位（錠）に寸法がほぼ合っていなければならない。薬物は適切なサイズの分子骨格であれば、酵素と非共有結合的に相互作用し、結合親和性を最大化して薬剤が結合部位から解離しづらくすることができる。このことは薬剤と結合部位のアミノ酸との間にさまざまな非共有結合相互作用（水素結合、静電相互作用、πスタッキング、ファンデルワールス相互作用、双極子相互作用など）を形成することによって実現される。
金属系の非共有結合性医薬品も開発されている。たとえば、3本のリガンド鎖が2つの金属に巻き付いた三重らせん構造化合物は、円筒状の四価カチオンを生成する。これらの化合物は核酸構造としてはあまり多くないが、二重らせんDNAのY字型のフォーク構造、および4方向の分岐形などに結合する。

### タンパク質のフォールディングと構造
タンパク質がアミノ酸の一次（直線的）配列から三次元構造に折りたたまれるフォールディングは、疎水作用や分子内水素結合の形成など、あらゆる非共有結合相互作用によるものである。タンパク質構造は、二次構造および三次構造を含め、水素結合の形成によって安定化する。小さな構造変化を重ねるにつれ、構造はエネルギーが最小化になる方へ向かう。タンパク質のフォールディングは、分子シャペロンと呼ばれる酵素によって促進されることが多い。また立体障害、結合ひずみ、角ひずみも、タンパク質の一次構造から三次構造へのフォールディングにおいて重要な役割を果たす。
単一の三次タンパク質構造としてそれぞれ独立して折りたたまれたサブユニットが複数集まり、タンパク質複合体を形成することがある。この複合体全体をタンパク質の四次構造と呼ぶ。四次構造は、異なるサブユニット間で起きた比較的強力な非共有結合相互作用、例えば水素結合によって形成され、機能をもった重合酵素を生成する。タンパク質によっては非共有結合相互作用を利用して触媒の活性部位に補因子を結合させることもあるが、補因子は共有結合的に酵素と結合することもある。補因子とは、活性酵素の触媒機構を補助する有機または無機分子である。補因子が酵素に結合する強さは場合により大きく異なり、非共有結合的に結合される補因子は、通常、水素結合や静電相互作用によって固定される。

### 沸点
非共有結合相互作用は液体の沸点にも大きく影響する。沸点とは液体の蒸気圧が液体を囲む圧力と等しくなる温度で定義される。より単純に言えば、液体が気体になる温度である。物質に存在する非共有結合相互作用が強いほど、その沸点が高くなると言える。例えば、化学組成が類似した次の3つの化合物、ナトリウムn-ブトキシド（C4H9ONa）、ジエチルエーテル（C4H10O）、および n-ブタノール（C4H9OH）を比較する。

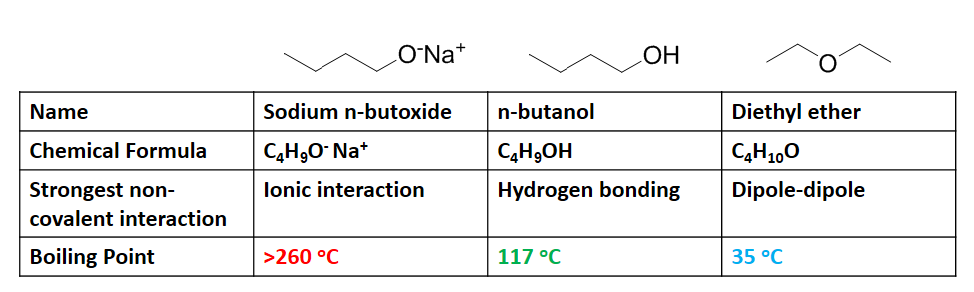
図8. C_{4} 化合物の沸点

上記の図8で、液体である化合物それぞれの主な非共有結合相互作用を一覧に示す。先に述べたように、イオン相互作用は水素結合よりもはるかに多くの結合分離エネルギーを必要とするが、水素結合も双極子相互作用より多くのエネルギーを必要とする。沸点から観察される傾向（図8）として、ナトリウムn-ブトキシドは沸騰するためには n-ブタノールよりもはるかに多くの熱エネルギー（高い温度）を必要とし、n-ブタノールもジエチルエーテルよりはるかに高い温度で沸騰することを明確に示している。化合物が液体から気体に変化する際に必要な熱エネルギーは、その液体状態の各分子が受けている分子間力を破壊するために必要なエネルギーと関係する。